# Борис Тен
Бори́с Тен (справжнє ім'я і прізвище Мико́ла Васи́льович Хомиче́вський, 9 грудня 1897, Дермань — 12 березня 1983, Житомир) — український поет і перекладач; член Спілки письменників України (1957). Лавреат премії імені Максима Рильського за досягнення в галузі художнього перекладу (1979), заслужений діяч польської культури (1977). За переклади Ю. Словацького, А. Міцкевича, Є. Жулавського дістав нагороду Міністерства культури і мистецтва Польщі. Літературний псевдонім походить від стародавньої грецької назви річки Дніпро — Бористен.
Також священник Української автокефальної православної церкви, настоятель храму Петра і Павла на Подолі, заступник голови президії Всеукраїнської православної церковної ради.
Жертва російсько-большевицького окупаційного терору, в'язень ГУЛАГ СССР.

## Біографія
Народився 9 грудня 1897 року в селі Дермань (Здолбунівський район Рівненської області) в родині священника о. Василя Хомичевського та вчительки парафіяльної школи Віри Іваницької. Він був їхньою шостою дитиною.
Навчався у Дерманській школі, Клеванському духовному училищі, Волинській духовній семінарії, закінчив Волинський інститут народної освіти (нині Житомирський державний університет імені Івана Франка).
1921 року висвячений на священника митрополитом Василем (Липківським). Завдяки освітній і культурно-релігійній праці Миколи Хомичевського на Житомирщині постав цілий ряд парафій Української автокефальної православної церкви.
1922 року архієпископ Степан Орлик висвятив Миколу Хомичевського у сан ієрея (згодом стане протоієреєм) УАПЦ. Мав великі музичні здібності та чудовий голос, був добрим проповідником, мав глибокі теологічні знання.
Друкувати поезії почав з 1923 року в журналі «Червоний шлях», однак працював здебільшого в галузі перекладу з античних і нових мов.
Упродовж 1924—1926 років — настоятель Київського Софійського собору, у 1928 році — настоятель храму Петра і Павла на Подолі.
Був другим заступником голови президії Всеукраїнської православної церковної ради, співробітником редакції друкованого органу церкви — щомісячного журналу УАПЦ «Церква і життя» (дозвіл на друк виданий 15 січня 1927 року Народним комісаріатом освіти УСРР; голова редколегії — митрополит Василь (Липківський); надруковано сім чисел журналу), автором багатьох композицій церковного співу.
Разом з іншими священниками та митрополитом Василем (Липківським) підписав відозву, вислану ВПЦР 14 листопада 1924 року до єпископів, священників та вірних, в якій засуджувався розбрат у церкві. Його обурювала діяльність інспірованої московською владою Діяльної Церкви Христової Михайла Мороза — агента Державного політичного управління, який тривалий час очолював найвищий церковний орган, був головою ВПЦР, а після відходу з УАПЦ видавав свою церкву за спадкоємницю УАПЦ.
7 серпня 1929 року Миколу Хомичевського заарештували, а 4 лютого 1930 року засудили на десять років ув'язнення у виправно-трудових таборах. Покарання відбував на Далекому Сході (передовсім у Владивостоку). Врятували Миколу Хомичевського у засланні спів, музика та знання чужоземних мов. В концтаборі йому дозволили створити хор із в'язнів. 8 червня 1931 року одружився з Аполлінарією (Норою) Ковальчук (втративши через це право на священнослужіння). 2 квітня 1933 року в подружжя народився син Василько (саме таке ім'я йому дали, а не Василь). Звільнений 1 вересня 1936 року — управлінням таборів у Владивостоці видана довідка про дострокове звільнення за заліком робочих днів.
З 3 грудня 1936 року — завідувач літературної частини Третього київського пересувного театру, в 1937–1941 роках — методист Будинку народної творчості у Калініні в Росії, бо в Україні був «небажаним». З 1938 року заочно навчався у Московському музично-педагогічному інституті.
З початком радянсько-німецької війни 1941–1945 років був мобілізований до лав Червоної армії. На фронті потрапив в оточення та опинився в полоні. Намагався втекти, був перевезений у табір в Німеччині. Звільнений 1945 року.
У 1945 році повернувся до міста своєї юності — Житомира, де й постійно проживав. З 21 грудня 1945 року — завліт Житомирського облмуздрамтеатру.
Впродовж 1951–1955 років викладав латинську мову в інституті іноземних мов, а відтак — у Житомирському педінституті імені Івана Франка.
Заснував хор «Льонок», очолював обласне літературне об'єднання.
Перекладав твори Есхіла, Гете, Міцкевича, Шекспіра, Шиллера, Пушкіна та ін. Упродовж 31 року працював над перекладом «Одіссеї» та «Іліади» Гомера. Як вказує Андрій Содомора, Борис Тен " постановив собі щоденно перекладати принаймні десять рядків... І так, рядок за рядком, східенць за східцем, ступав до вершин Гомерового слова... Сподівався Шевченківської премії, але сподівання - сподіваннями й залишилися...".
1970 року видав книгу сонетів «Зоряні сади», де зібрана його оригінальна творчість.
Цього ж року, 3 червня, раптово пішов з життя син, а 1 січня 1974 року не стало дружини.
Борис Тен помер 12 березня 1983 року в Житомирі. Був похований на Корбутівському цвинтарі, а не на Смолянці, де лежать мати, син, дружина та брат Михайло. Згодом прах перенесли, куди він заповідав.
Володів українською, грецькою, латинською, польською, німецькою, французькою, російською, чеською мовами.
Із тьми прадавньої, з імли віків,
Немов проросла з каменю стеблина,
До сонця завжди прагнула людина,
Над землю свій підносячи порив.
Вогонь, що викрав Прометей в богів,
Це світла того ж самого іскрина,
Що висікла в півзвіра мисль первинна,
Культур людських то полум'яний спів.
Дух людськості ніколи не погасне
І з кожним днем горітиме ясніш,
Все до нових виводячи узвиш.
І з нашої Землі це світло ясне
Людина в інші понесе світи,
Щоб темряву і там перемогти.

## Вшанування пам'яті
В Дерманській гімназії є кімната-музей Бориса Тена. На будинку, в якому народився о. М. Хомичевський (Борис Тен), ще за радянських часів встановлено меморіальну дошку (звичайно, що немає жодної згадки про священство або заслання): 
|  | В цьому будинку в 1897 році народився відомий український радянський поет і перекладач Борис Тен (Микола Васильович Хомичевський) |

У багатьох населених пунктах України ім'ям Бориса Тена названо вулиці.
З 1987 року в Рівному присуджують літературно-мистецьку премію імені Бориса Тена. У Рівненському державному інституті культури присуджують персональну стипендію імені Бориса Тена.
У 1997 році в Житомирі відкрили пам'ятник Борису Тену.
В Житомирському екологічному ліцеї № 24 відкрито літературно-меморіальний музей поета і перекладача з античності Бориса Тена.

## Творчість
Книги віршів:
- «Зоряні сади» (1970)
- «Жадань і задумів неспокій» (1988)
- «Скороминущих років буревій» (1998)

Окрім літературної творчості, займався науковою діяльністю. Автор праць із теорії перекладу, культури української мови:
- «Нотатки про ритміку гекзаметра» (1967),
- «Біля кастальських джерел» (1968),
- «Називаймо, як зве народ» (1974) та ін.

### Твори
- Тен Б. Чоло: Поезії, переклади / Ред.-упоряд. Д. Чередниченко. — К. : КП «Гранослов», 1997. — 88 с.
- Тен Б. Скороминущих років буревій. — Рівне: Азалія, 1998. — 125 с.
- Тен Б. «Видзвонюй лунами, сонете пломінкий!» // Дніпро. — 1985. — № 8. — С. 56-58.
- Тен Б. «Промінням Арктура й Альдебарана …» // Оріон золотий: Любовна лірика укр. рад. поетів. — К., 1986. — С. 60-61.
- Тен Б. Дубно: [Вірш] // Вісник Дубенщини. — 2002. — 20 груд.
- Тен Б. Дубно, Остріг: [Вірші] // Червона зірка. — 1988. — 26 січ.
- Тен Б. Із книги «Зоряні сади»: Взаємини людські: [Вірші]// Нова Волинь. — 2002. — 5 груд.
- Тен Б. Із циклу сонетів «Біля рідного порога» // Зміна. — 1987. — 8 груд.
- Тен Б. Поезії // Вільне слово. — 1997. — 6 груд. — С. 3.
- Тен Б. Сонети; Остріг; Над Случем: [Вірші] // Шлях Ілліча. — 1987. — 8 груд.

### Переклади
Зі старогрецької:
- «Прометей закутий» Есхіла (1949)
- «Одіссея» (1963) та «Іліада» (1977) Гомера
- «Хмари», «Лісістрата», «Жаби» (1956) Арістофана. (Переклад «Жаб» та «Хмар» насправді зробив український поет Володимир Свідзинський, який був персоною non-grata в радянській літературі — через те, що «не вписувався» в канон радянського письменника. А Борис Тен видав переклади «Жаб» та «Хмар» під своїм іменем — з відома справжнього автора, аби блискучі переклади дійшли до читача.)
- «Поетика (Арістотель)» Арістотеля (1967)
- Софокл «Антігона» (1981) та «Цар Едіп» (1981)

з німецької:
- «Розбійники» і «Вільгельм Телль» Ф. Шіллера (1952, 1964);
- Тексти кількох пісень Ф. Шуберта (в тому числі на сл. Гете, В. Мюллера)

з англійської:
- «Річард III» В. Шекспіра (1952)
- «Антоній і Клеопатра» В. Шекспіра (1986)[джерело?]

### Переклади романсів та номерів з опер
Дмитро Бортнянський
- Романс «Мені Ісмена серцем вірить.»
- Романс «Гімн місяцю»
- Романс Поля і Віргінії.
- Арія Доктора з опери «Син-суперник».
- Арія Карлоса з опери «Син-суперник».
- Арієта Жанетти з опери «Сокіл».
- Романс Жанетти з опери «Сокіл».
- Арія Перлажуа з опери «Свято сеньйора».
- Арія Бабети з опери «Свято сеньйора».
- Арія Любена з опери «Свято сеньйора».
- Арієта Жаннотьєра з опери «Свято сеньйора».
- Арієта Перетти з опери «Свято сеньйора».
- Дует метра Жака і Жаннотьєра з опери «Свято сеньйора».

Джузеппе Верді
- Опера Бал-маскарад[4]

Франц Шуберт
- Ave Maria[5]
- Горіло море віддаля… (Am Meer)[6]
- Гретхен за прялкою (Gretchen am Spinnrade)[7]
- Група з Тартару (Gruppe aus dem Tartarus)[8]
- Дівочий жаль (Des Mädchens Klage)[9]
- Мандрівка (Das Wandern) із циклу «Красуня млинарка»[10]
- Баркарола[11]

Фридерик Шопен
- Моя Милованка («Moja pieszczotka»)[12]
- Бажання («Życzenie»)[13]